# Seemannsmission

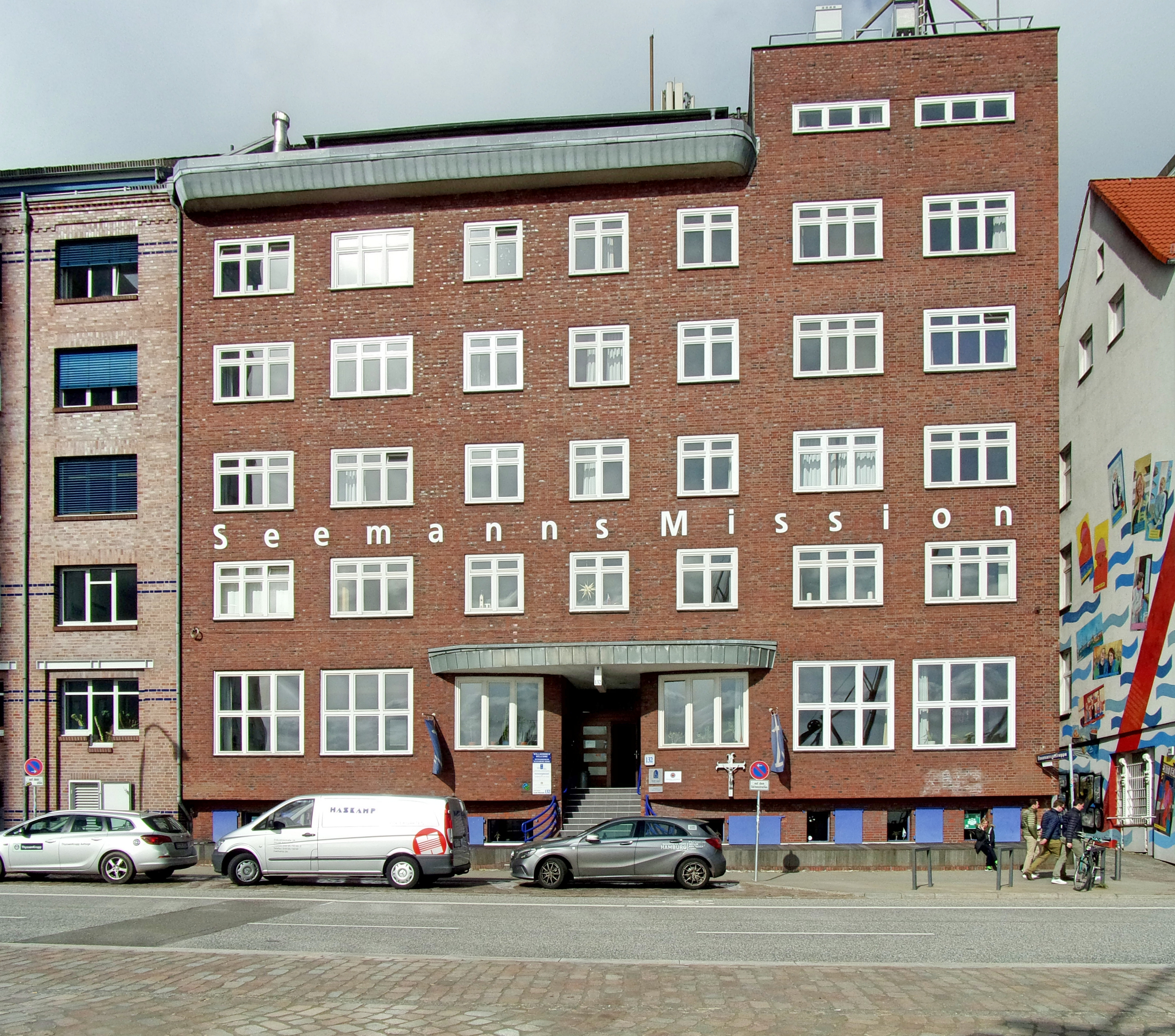
Seemannsmission in Hamburg-Altona

Seemannsmission bezeichnet die vorwiegend christlich motivierte Fürsorge und Seelsorge für Seeleute. Der Begriff bezeichnet sowohl das einzelne Gebäude wie auch die damit verbundene Organisation. Seemannsmissionen betreiben zumeist in Hafennähe besondere Freizeit- und Sozialeinrichtungen für Seeleute, wie Seemannsheime, Clubs oder Seafarers Lounges. Außerdem besuchen sie die Seeleute auf ihren im Hafen liegenden Schiffen, vermitteln Kontakte und bieten Hilfe in Notsituationen.

## Geschichte

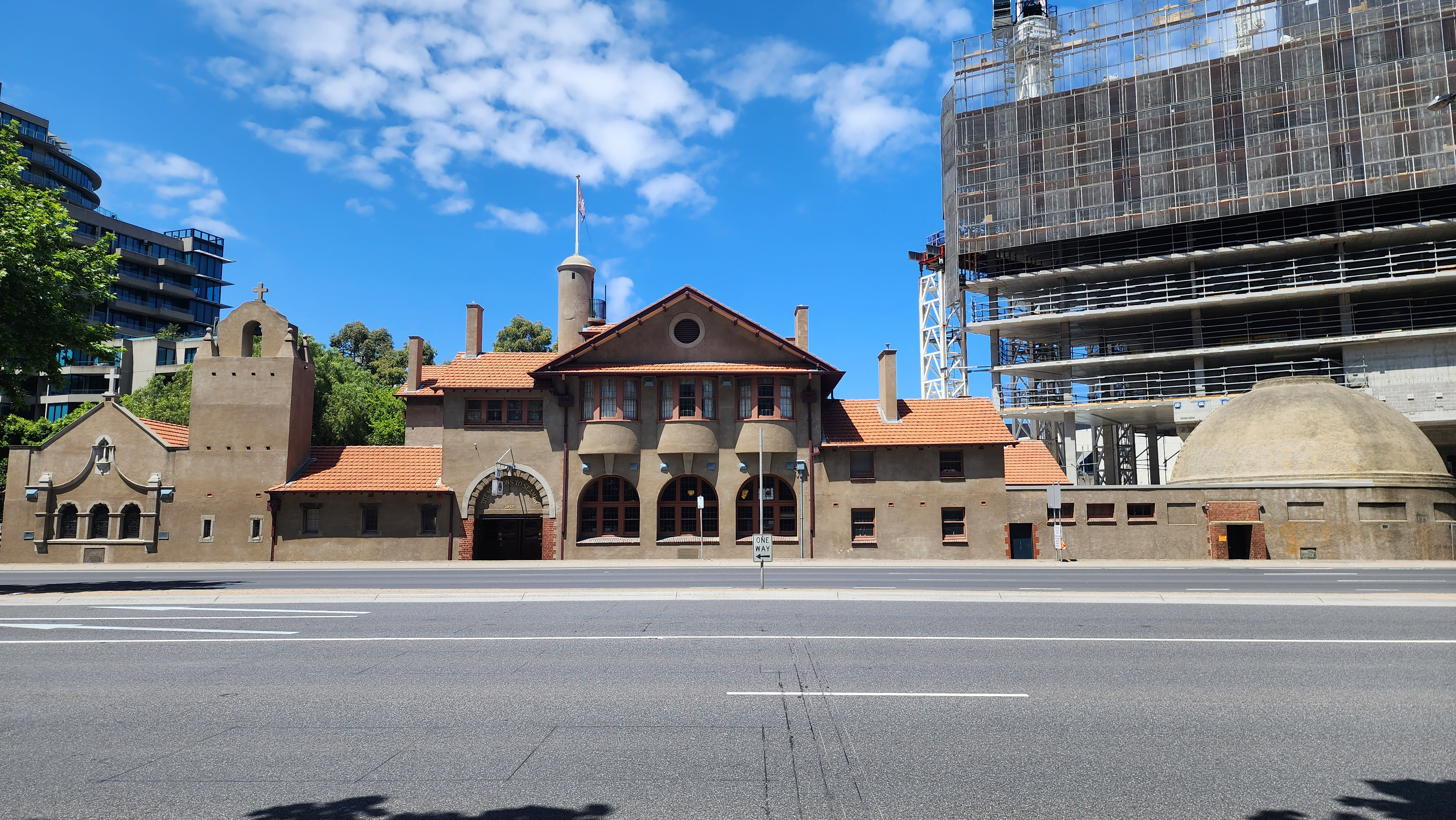
Historische Seemannsmission im Hafen von Melbourne

Seemannsmissionen entstanden seit dem frühen 19. Jahrhundert ausgehend von England. Der Überlieferung nach soll der Begründer der ersten Seemannsmission, der anglikanische Priester John Ashley, bei einem Sonntagsspaziergang am Ufer des Bristolkanals von seinem Sohn gefragt worden sein, wie denn die Seeleute sonntags zur Kirche gehen könnten.
Die ersten Missionen waren stark inspiriert von der Erweckungsbewegung und Inneren Mission, die die tätige Nächstenliebe an Bedürftigen in den Mittelpunkt ihres Glaubensverständnisses stellte. Zugleich reagierten sie auf die besonderen Lebensbedingungen und Bedürfnisse der Seeleute, die oft über Monate von zu Hause entfernt sind und dabei immer wieder verschiedene Häfen anlaufen. Im Zuge der fortschreitenden Industrialisierung und dem damit verbundenen Aufschwung des Seehandels verbreitete sich die Bewegung um 1900 über die gesamte Welt, seit den 1920er Jahren gab es vermehrt auch katholische Missionen.
Die weltweit größten Akteure sind heute das katholische Netzwerk Stella Maris (auch bekannt als Apostolatus Maris oder Apostleship of the Sea) mit über 300 Stationen in 60 Ländern sowie die anglikanische Mission to Seafarers, die in rund 200 Häfen tätig ist, darunter 120 in denen sie eigene Seemannsclubs unterhält. Die evangelische Deutsche Seemannsmission betreibt derzeit 33 Stationen im In- und Ausland. Beispiele für ausländische Seemannsmissionen in Deutschland sind etwa die nordischen Seemannskirchen in Hamburg. 
Einige Seemannsmissionen begehen den internationalen „Day of the Seafarer“, um mit Veranstaltungen auf die harte Arbeit von Seeleuten aufmerksam zu machen.
Seit 2021 unterhält auch die Humanistische Vereinigung (HV) einen Seeleute-Sozialdienst als Äquivalent zu den klassischen Seemannsmissionen. Die HV engagiert sich unter anderem in sozialen Projekten. Die humanitäre Schifffahrtskrise machte ein Engagement für die Menschenwürde von Seeleuten notwendig.

## International Christian Maritime Association

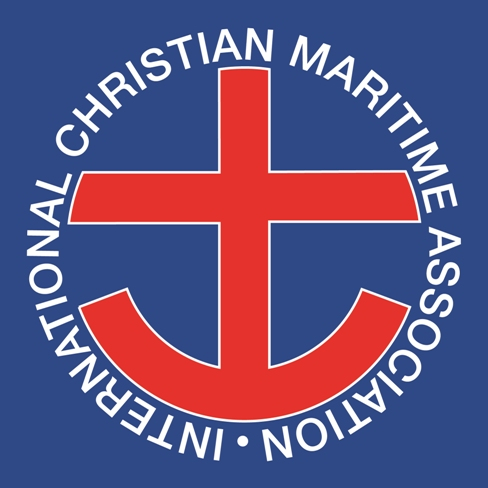
Logo der ICMA

Die International Christian Maritime Association (ICMA) ist ein 1969 gegründeter Zusammenschluss christlicher Hilfsorganisationen für Seeleute. Ihr gehören knapp 30 Organisationen an, die zusammen rund 450 Stationen in 125 Ländern betreiben. Diese betreuen Seeleute an Bord und an Land ungeachtet ihres religiösen Bekenntnisses, ihrer Nationalität oder ethnischen Zugehörigkeit. ICMA setzt sich für eine Verbesserung der Arbeitsbedingungen von Seeleuten ein und arbeitet dafür mit anderen Organisationen wie der International Maritime Organization (IMO), der International Labour Organisation (ILO) und der Internationalen Transportarbeiter-Föderation (ITF) zusammen.